# Ernst Breit

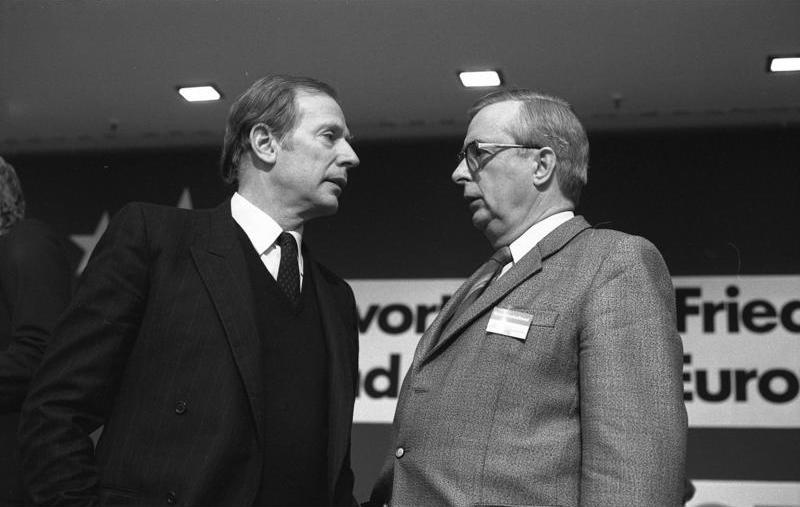
Klaus von Dohnanyi, Ernst Breit (rechts; 1983)

Ernst Breit (* 20. August 1924 in Rickelshof, Dithmarschen; † 22. Februar 2013 in Bonn) war ein deutscher Gewerkschaftsfunktionär. Er war vom 21. Mai 1982 bis zum 23. Mai 1990 Vorsitzender des Deutschen Gewerkschaftsbundes (DGB).

## Leben
Breit war nach dem Besuch der Realschule zunächst im Postdienst tätig und 1941 Postinspektor-Anwärter. Anschließend war er Soldat im Zweiten Weltkrieg und geriet in Kriegsgefangenschaft. Im August 1945 kehrte er beim Postamt Heide als außerplanmäßiger Inspektor in den Postdienst zurück. Er half unmittelbar nach Kriegsende beim Neuaufbau der Gewerkschaftsbewegung und war Mitglied in einem Vorgängerverband der 1949 bundesweit gegründeten Deutschen Postgewerkschaft (DPG).
Bereits in seinen ersten Dienstjahren wandte Ernst Breit sich den Interessen der Personalvertretung zu. Von 1948 bis 1956 war er Betriebsrat in Holstein. 1956 wurde Ernst Breit Mitglied der Sozialdemokratischen Partei Deutschlands (SPD) und überdies Bezirkspersonalrat der Oberpostdirektion Kiel. Von 1959 bis 1971 war er Vorsitzender des Hauptpersonalrats des Bundespostministeriums.
1971 wurde er zum Vorsitzenden der Deutschen Postgewerkschaft (2001 in ver.di aufgegangen) gewählt und später in diesem Amt bestätigt, bis er am 19. Mai 1982 als Nachfolger von Heinz-Oskar Vetter den Vorsitz des Deutschen Gewerkschaftsbundes übernahm, den er bis zum Erreichen der Altersgrenze ausübte. Ernst Breit übernahm das Amt des DGB-Vorsitzenden in einer für die Gewerkschaften schwierigen Situation – der DGB war damals durch die Affäre um die Neue Heimat belastet. Am 23. Mai 1990 gab er das Amt an Heinz-Werner Meyer ab.
Auch im Ruhestand blieb Ernst Breit dem DGB weiterhin verbunden. So eröffnete er den Gewerkschaftskongress 2002.
Am 22. Februar 2013 starb er im Alter von 88 Jahren.

## Privates
Seine Tochter Ursula (* 1951) ist verheiratet mit Thilo Sarrazin.

## Ehrungen
- 1990: Großes Verdienstkreuz mit Stern und Schulterband der Bundesrepublik Deutschland